# 17141 Bhatia
A 17141 Bhatia (ideiglenes jelöléssel (17141) 1999 JV94) a Naprendszer kisbolygóövében található aszteroida. A LINEAR projekt keretében fedezték fel 1999. május 12-én.